# Nima Alamian
Nima Alamian (persisch نیما عالمیان, * 24. Dezember 1992 in Babol, Manzandaran) ist ein iranischer Tischtennisspieler. Mit seinem Bruder Noshad Alamian tritt er regelmäßig im Doppel bei World-Tour Turnieren, sowie Weltmeisterschaften auf. Er ist Rechtshänder und verwendet die Shakehand-Schlägerhaltung.

## Werdegang
Alamian nahm an zahlreichen Turnieren für den Iran teil. So nahm er 2016 unter anderem an den olympischen Spielen teil, wo er in der 2. Runde im Einzel allerdings an dem Rumänen Ovidiu Ionescu scheiterte. Bei den Czech Open 2015 unterlag er im Einzel in der ersten Runde Quadri Aruna. Bei den Belgium Open zeigte er mit starken Leistungen, dass er zu den besten Spielern gehört. Hier kam er ins Achtelfinale. Bei der Weltmeisterschaft 2013 nahm er mit seinem Bruder Noshad Alamian teil. Hier kamen sie bis in die dritte Runde. Im Iran zählt Alamian zu den besten Spielern. 2019 spielt er mit dem Ping Pong Club Villeneuvois in der Champions League.

## Erfolge

### Weltmeisterschaften
- 2011 Einzel Qualifikation; Doppel Qualifikation
- 2012 Team Platz 33 (Runde 32)
- 2013 Einzel Qualifikation; Doppel R64
- 2014 Team Platz 29 (Runde 32)
- 2015 Einzel R128; Doppel R64
- 2016 Team Platz 33 (Runde 32)

### Asienspiele
- 2014 Einzel R16; Doppel R16

### Asienmeisterschaften
- 2012 Einzel R64; Doppel R32; Team Platz 9 (Viertelfinale)
- 2013 Einzel R16; Doppel R64; Team Platz 8 (Viertelfinale)